# Comuna Dănciulești, Gorj
Dănciulești este o comună în județul Gorj, Oltenia, România, formată din satele Bibulești, Dănciulești (reședința), Hălăngești, Obârșia, Petrăchei, Rădinești și Zăicoiu.

## Așezare
Comuna este situată în partea de sud-est a județului Gorj, la limita județelor Dolj și Vâlcea. Se află la o distanță de 60 de km, față de municipiul Târgu Jiu, reședința județului, la o distanță de 60 de km, de Craiova, și la o distanță de 100 de km, de Râmnicu-Vâlcea. Se învecinează la nord cu comuna Grădiștea (din județul Vâlcea), la est cu comunele vâlcene Ghioroiu, Zătreni și Livezi, la sud cu comuna Tălpaș (din județul Dolj) și la vest cu comuna gorjeană, Stejari.

## Demografie
Componența etnică a comunei Dănciulești
     Români (93,44%)
     Alte etnii (6,56%)
Componența confesională a comunei Dănciulești
     Ortodocși (93,24%)
     Alte religii (0,2%)
     Necunoscută (6,56%)
Conform recensământului efectuat în 2021, populația comunei Dănciulești se ridică la 1.997 de locuitori, în scădere față de recensământul anterior din 2011, când fuseseră înregistrați 2.269 de locuitori. Majoritatea locuitorilor sunt români (93,44%). Din punct de vedere confesional, majoritatea locuitorilor sunt ortodocși (93,24%), iar pentru 6,56% nu se cunoaște apartenența confesională.

## Istorie
La sfârșitul secolului al XIX-lea, satul Dănciulești era parte a comunei Zăicoiu, una dintre comunele ce compun, în prezent, comuna Dănciulești. Comuna Zăicoiu făcea parte din plasa Amaradia a județului Dolj, și era alcătuită din satele Dănciulești, Diaconești, Hălăngești, Pârvulești, Petrăchei și Zăicoiu, cu o populație de 1357 de locuitori. În comună exista două biserici, una la Hălăngești și una la Zăicoiu și o școală mixtă. La acea vreme, pe teritoriul actual al comunei, funcționau în plasa Gilort a județului Gorj, comunele Rădinești și Obârșia (ambele fiind alcătuite doar din satele cu același nume). Comuna Rădinești avea o populație de 931 de locuitori, existând aici o școală mixtă frecventată de 46 de elevi și două biserici, în timp ce comuna Obârșia avea o populație de 540 de locuitori, existând aici o biserică de lemn și șase fântâni.
Anuarul Socec din 1925 consemnează comuna Zăicoiu, în plasa Melinești a aceluiași județ, având o populație de 1630 de locuitori, în aceleași sate. În același an, se desființează temporar comuna Obârșia, în timp ce comuna Rădinești este consemnată în plasa Hurezani a județului Gorj, cu o populație de 1134 de locuitori (în satul Rădinești, și în cătunul Hurezani).
În 1931, se reînființează satul Obârșia pe teritoriul comunei Rădinești. După regruparea comunelor rurale și urbane din același an, comuna Rădinești are acum, în structura sa, satele Rădinești, Bibulești și Obârșia. Comuna Zăicoiu este consemnată, în continuare cu aceleași sate.
În anul 1950, comunele au fost arondate raionului Filiași a regiunii Gorj, raion care doi ani mai târziu a fost arondat regiunii Craiova, și apoi (după 1960), regiunii Oltenia. Între timp, satul Dănciulești formează comuna cu același nume, care înglobează satele comunelor Rădinești și Zăicoiu.
În anul 1968, comuna a fost transferată județului Gorj, în actuala structură. Tot atunci, satul Diaconești este desființat și contopit cu satul Zăicoiu, iar satul Pârvulești este transferat comunei Stănești.

## Monumente istorice
Singurul monument istoric din comuna Dănciulești inclusă în lista monumentelor istorice din județul Gorj este Biserica „Sfântul Dumitru” din satul Zăicoiu, cu datare din anul 1837.

## Politică și administrație
Comuna Dănciulești este administrată de un primar și un consiliu local compus din 11 consilieri. Primarul, Marius Dumitra-Bădescu[*], de la Partidul Social Democrat, este în funcție din octombrie 2020. Începând cu alegerile locale din 2024, consiliul local are următoarea componență pe partide politice:
|  | Partid                          | Consilieri | Componența Consiliului | Componența Consiliului | Componența Consiliului | Componența Consiliului | Componența Consiliului | Componența Consiliului |
|  | ------------------------------- | ---------- | ---------------------- | ---------------------- | ---------------------- | ---------------------- | ---------------------- | ---------------------- |
|  | Partidul Social Democrat        | 6          |                        |                        |                        |                        |                        |                        |
|  | Partidul Național Liberal       | 3          |                        |                        |                        |                        |                        |                        |
|  | Alianța pentru Unirea Românilor | 1          |                        |                        |                        |                        |                        |                        |
|  | Uniunea Salvați România         | 1          |                        |                        |                        |                        |                        |                        |

## Personalități născute aici
- Gheorghe Gherghe (n. 1950), istoric.